# Irena Jůzová
Irena Jůzová (* 10. června 1965, Hradec Králové) je česká sochařka a výtvarná pedagožka, absolventka Akademie výtvarných umění v Praze.

## Život
V letech 1980–1984 vystudovala obor propagační výstavnictví na Střední uměleckoprůmyslové škole v Brně. V letech 1987–1989 studovala na Vysoké škole uměleckoprůmyslové Praha v ateliéru knižní kultury a písma u prof. Jana Solpery. Absolventka Akademie výtvarných umění v Praze, ateliéru grafiky prof. Ladislava Čepeláka (1989–1990) a Školy monumentální tvorby prof. Aleše Veselého (1990–1994). Od roku 1995 až 2006 ve stejné škole působila jako odborný asistent. V roce 2008 obhájila habilitaci v oboru Výtvarná umění – intermediální tvorba a Akademií výtvarných umění v Praze byla jmenována docentkou. V letech 2009–2013 působila jako zástupce ředitele pro vědu a výzkum na Fakultě designu a umění L. Sutnara Západočeské univerzity v Plzni a v letech 2014–2017 působila ve funkci rektorky soukromé vysoké školy Art & Design Institut v Praze, kde vedla po nějakou dobu také Intermediální ateliér.
Během studií získala několik ateliérových cen AVU v Praze a zúčastnila se řady výstav. V roce 1992 na European Biennale of Young Artists Germinations 7 v Grenoblu ve Francii obdržela cenu za interaktivní práci Stůl pro dvacet hráčů. V roce 1993 byla vybrána Akademií výtvarných umění v Praze k účasti na 4. Biennale European Academies of Visual Arts v Maastrichtu.
Se svými díly se představila na řadě samostatných výstav, např. 16599, Galerie Klatovy Klenová v roce 2011, Máme je raději než drahokamy, jsou nám milejší nad zlato, hlavní sály Galerie moderního umění v Hradci Králové v roce 2011–10.
V roce 2007 reprezentovala Českou republiku samostatně jako první umělec na 52. bienále současného umění v Benátkách v Itálii. Dílo Kolekce Série bylo připraveno přímo do prostoru Československého pavilonu v zahradách Giardini di Biennale. Kolekce Série se stala nepřehlédnutelnou součástí výstavní přehlídky a byla zmiňována v řadě zahraničních periodik. Za realizaci tohoto projektu a úspěšnou prezentaci v zahraničí byla Národní galerii v Praze vyslovena pochvala Ministerstva kultury České republiky.V roce 2008 Národní galerie v Praze v mezaninu Veletržního paláce uspořádala výstavu Ozvěny benátského bienále, která dala nahlédnout do vzniku dlouhodobého projektu Kolekce Série.

 
Irena Jůzová patří ke stipendistům podpořeným nadací Jana & Milan Jelinek Foundation. Za podpory nadace bylo interaktivní dílo Místa I. (1993) vystaveno na Media Art Biennale WRO 97 ve Wroclavi v Polsku a od roku 2006 je součástí Sbírek moderního a současného umění Národní galerie v Praze. Irena Jůzová je zastoupena v řadě státních a soukromých sbírek v Česku a v zahraničí, mj. v Uměleckoprůmyslovém muzeu v Praze, Galerii moderního umění v Hradci Králové, AJG v Hluboké nad Vltavou, Galerii Klatovy Klenová, Muzeum Shoes or no shoes? v Belgii.

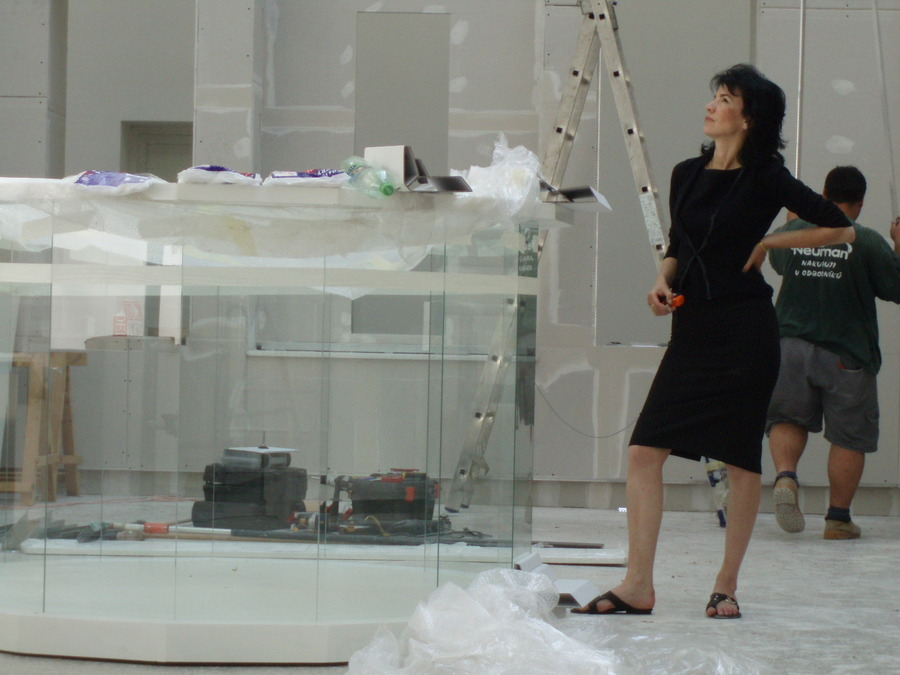
Irena Jůzová, příprava výstavy, 2007.

Získala mnoho stipendií a zúčastnila se řady rezidenčních pobytů, např. Sculpture Space, INC., NY, USA, Arts Links Residencies of LBMA Video Annex, Museum of Art Long Beach, CA, USA a Cité internationale des arts, Paříž.
V roce 2010 vydala Galerie moderního umění v Hradci Králové Ireně Jůzové k výstavě Máme je raději než drahokamy, jsou nám milejší nad zlato katalog mapující její práce v letech 2010–2007 s mnoha barevnými reprodukcemi a obsáhlou řadou odborných textů Milana Knížáka, Tomáše Vlčka, Lucie Šiklové, Jiřího Machalického, Lucie Jandové a Martiny Vítkové.
Souběžně s hlavní tvůrčí činností realizuje zakázky do soukromého a veřejného prostoru. Spolupracuje s firmami, architekty a sběrateli. Pro individuální investory vytváří díla (např. obrazy, trojrozměrné objekty) na zakázku do konkrétního obytného či firemního prostoru. Věnuje se také velmi specifické umělecké oblasti, kdy ve spolupráci s TOP GRANITE s.r.o. navrhuje funerální plastiku.
Je zapojena v Mezioborovém mezinárodním projektu ISWA propojujícím umění, vědu a technologie, kde za použití unikátního nanovlákna vytváří nová díla.
V roce 2020 připravila ve spolupráci s GVU Náchod obsáhlou publikaci, která mapuje tři dlouhodobé projekty, sochy do veřejného prostoru a dokumentaci instalace výstavy v bývalé zámecké jízdárně v Náchodě.
Autorka se zabývá volnou tvorbou, autorskými projekty a realizací výstav. Ve spojitosti se značkou CLAUDIE RESNER připravuje exkluzivní díla a instalace do soukromého sektoru.

## Dílo
volná tvorba
instalace
monumentální plastika
funerální plastika
video
kresby
tisky
fotografie

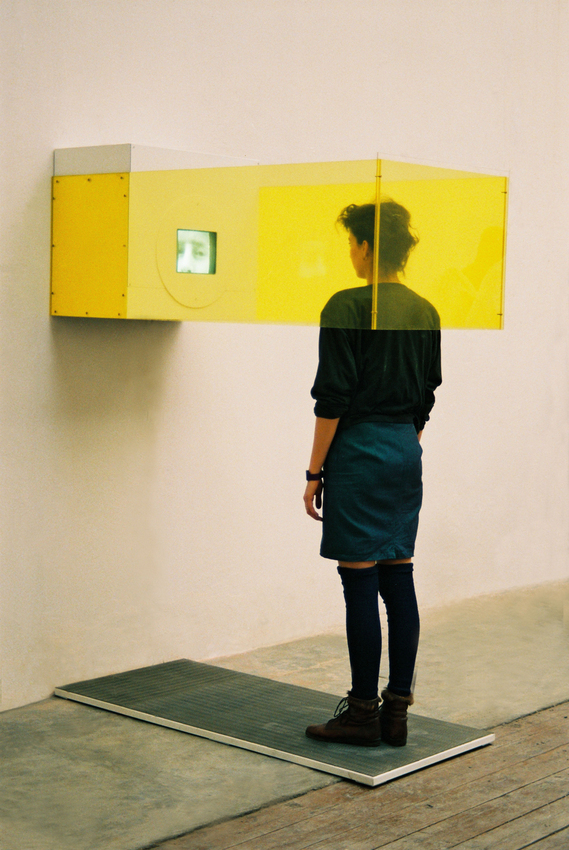
Místa I., interaktivní stalace, vznik: 1992 - 93, Grenoble, Praha. Od roku 2006 v majetku Sbírky současného umění Národní galerie v Praze.

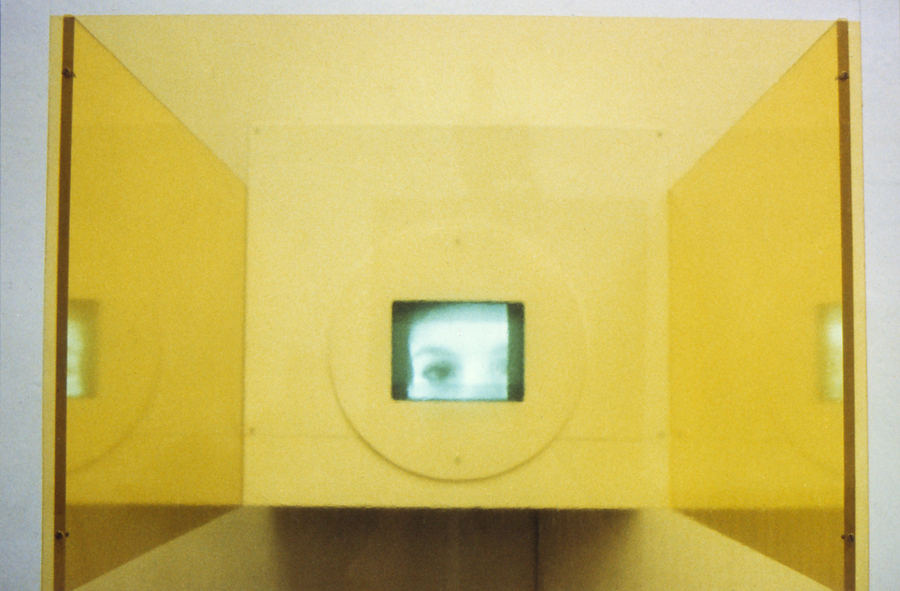
Místa I., interaktivní stalace, vznik: 1992 - 93, Grenoble, Praha. Od roku 2006 v majetku Sbírky současného umění Národní galerie v Praze.

interiérová a exteriérová tvorba ve spolupráci s architektem

## Studia
2008 habilitační řízení na AVU v Praze v oboru Výtvarná umění – intermediální tvorba, udělen jmenovací dekret – titul docent (doc.)
1994 studium na AVU v Praze ukončeno titulem Magister Artis (MgA.)
1990–1994 AVU, Škola monumentální tvorby – prof. Aleš Veselý
1992 Staatliche Akademie der Bildenden Künste, Karlsruhe (Německo) - prof. O. H. Hajek
1989–1990 AVU (Akademie výtvarných umění), Praha, ateliér grafiky – prof. Ladislav Čepelák
1987–1989 VŠUP (Vysoká škola uměleckoprůmyslová), Praha, ateliér Knižní kultury a písma – prof. Jan Solpera
1984–1980 SUPŠ (Střední uměleckoprůmyslová škola), Brno

## Samostatné výstavy
2016 KOLEM NÁS V NÁS, Výstavní síň, Husovo náměstí 41, Benátky nad Jizerou, 27/9/15–31/8/16
2015 850 STUPŇŮ CELSIA, Výstavní síň, Husovo náměstí 41, Benátky nad Jizerou, 28/9/14–31/8/15
2014 5 - 50 KV, Výstavní síň Sokolská 26, Sokolská třída 26, Ostrava, 22/9/14–3/10/14
2013–10 NANOOBJEKT Fakulta chemicko-technologická, Univerzity Pardubice, 28/5/10–20/12/12
2012 BENÁTSKÉ PLÁTNO, Galerie umění Karlovy Vary, Interaktivní galerie Becherova vila, Karlovy Vary, 11/10/12 – 21/10/12
2011 16599, Galerie Klatovy / Klenová, zámek Klenová, Janovice nad Úhlavou, 5/6/11 – 31/7/11
2011-10 MÁME JE RADĚJI JAKO DRAHOKAMY, JSOU NÁM MILEJŠÍ NAD ZLATO, Galerie moderního umění v Hradci Králové, Hradec Králové, 26/11/10 – 13/2/2011
2010 ŽLUTÝ POKOJ, Městský palác Templ, Mladá Boleslav, 15/1/10–15/2/10
2010–09 NAJDI SEDM PODOBNOSTÍ, Langův Dům, Frýdek Místek, 19/12/09 – 5/3/10
2009 RENT GEN, Galerie XXL, Louny, 26/10/09–1/12/09
2009 KOLEM NÁS V NÁS, Městská galerie Hradec nad Moravicí, Hradec nad Moravicí, 2/10/09–15/11/09
2009 KŮŽE, Galerie V Kapli, Bruntál, 10/6/09 – 18/10/09
2008 S.Y.T. – projekce, Dům umění v Opavě – oratoř, Opava, v rámci výstavního projektu Tři ženy (Darina Alster, Mariana Alasseur), 28/11/08–28/12/08
2008 S.Y.T. – kresby, Galerie Mázhaus, Pardubice, 4/3/08 – 27/7/08
2008 IRENA JŮZOVÁ – Ozvěny bienále v Benátkách, České centrum, Bratislava, Slovensko, 20/3/08 – 13/4/08
2008–07 OZVĚNY BENÁTSKÉHO BIENÁLE, Respirium v 5. patře, Veletržní palác, Národní galerie v Praze, 12/12/07–02/03/08
2007 KOLEKCE – SÉRIE, 52nd International Art Exhibition – La Bienale di Venezia, 52. bienále současného umění, Benátky, Itálie, Pavilon České a Slovenské republiky v areálu Giardini di Biennale, 10/6/07–21/11/07

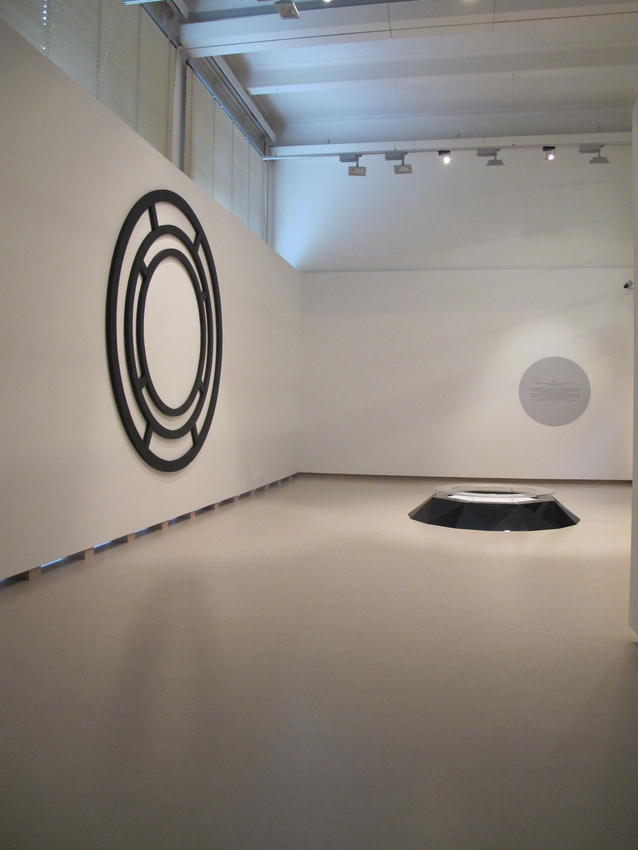
BV1, interaktivní instalace, vznik: 2010, Benátky nad Jizerou. Od roku 2010 v majetku státní Galerie Klatovy Klenová.

2005 METROPOLITAN REALITY, Wortnerův dům AJG, České Budějovice, /společně s Štěpánkou Šimlovou/, 28/10/05–4/12/05
2005 KRESBY, Galerie Kabinet, Brno, 23/2/05 – 6/4/05
2004 FIND YOUR STYLE…, Galerie Caesar, Olomouc, 3/2/04–27/2/04
2003 METROPOLITAN MYSTIFY, Galerie U Bílého jednorožce, Klatovy, /společně s Štěpánkou Šimlovou/, 13/06/03–03/08/03
2000 VYSÍLAČ, Galerie moderního umění, Hradec Králové, 14/9/00–5/11/00
1997 ZOLLO, Galerie mladých / U dobrého pastýře, Brno, 18/12/97–23/1/98
1995 PODIVNÉ HRY, Galerie Václava Špály, Praha, 21/4/95–21/5/95
1995 ÚŽINA SKYLLY, Galerie AVU, Praha /společně s Vojtěchem Míčou/, 2/3/95–17/3/95

## Společné výstavy
2015 ART FOR AMNESTY, Era svět, Jungmannovo náměstí 767, Praha 1, 4/12/14–4/1/15
2015 NÁVRHY SOUTĚŽE FUNERÁLNÍ DESIGN, Galerie Czechdesign, Vojtěšská 3, Praha 1, 18/5/15–29/5/15
2014 12. AUKCE PRO KONTO BARIÉRY, Nadace Charty 77, Veletržní palác, Národní galerie, Dukelských hrdinů 530, Praha, 28/11/14–12/12/14
2014 TUTTI FRUTTI, Tržnice na Trnavskom mýtě, Bratislava, Slovensko, 28/5/14–30/6/14
2014 CO VŠECHNO MÁME..., Galerie moderního umění v Hradci Králové, Velké náměstí 139/140, Hradec Králové, 28/2/14–10/4/14
2014 PODEPSÁNO SRDCEM 2014, Topičův salon – galerie, Národní 9, 110 00, Praha, 24/11/14–5/12/14
2013 PODEPSÁNO SRDCEM 2013, Topičův salon – galerie, Národní 9, 110 00, Praha, 18/7/13–30/9/13
2013 SMALT ART VÍTKOVICE 2013, Multifunkční aula GONG, Dolní Vítkovice Ruská 2993, 706 02, Ostrava – Vítkovice, 19/4–20/5/2013
2013 SMALT ART VÍTKOVICE 2013, Smatovna, Dolní Vítkovice Ruská 2993, 706 02, Ostrava – Vítkovice, 1/5/13
2013 VOLTA 9, Dreispitzhalle, Dreispitz Areal, Tor / Gate 13, Helsinki-Strasse 5, CH-4142, Basel, Switzerland, 10/6/13–15/6/13
2012 ORNAMENT, Galerie NoD Experimentální prostor, Dlouhá 33, Praha 1, 19/4 – 20/5/2012
2011 NANOPOLIS, Nová scéna ND, Národní 1393/4, 11000 Praha, 1/11/11 – 31/12/2011
2011 SOUZNĚNÍ CONSONANCE 2011, Galerie Klatovy / Klenová, Galerie Sýpka, Janovice nad Úhlavou, 10/7/11–31/8/11
2011 MIKULOV ART SYMPOSIUM „dílna,, , dílna křest katalogu, zámek Mikulov, Mikulov, 12/3/11
2010–11 PŘÍRŮSTKY DO SBÍREK ALŠOVY JIHOČESKÉ GALERIE V HLUBOKÉ NAD VLTAVOU V OBDOBÍ 2000–2010, Alšova jihočeská galerie, Hluboká nad Vltavou, 18/9/10–31/1/11
2010„ESPRIT VAKUUM“ Mikulov Art Symposium „dílna“ 10 / XVII, zámek Mikulov, Mikulov, 15/8/2010–31/10/2010
2010 90 & 60 LET PARDUBICKÉ CHEMIE, Fakulta chemicko-technologická, Univerzity Pardubice, Pardubice
2009–10 CO NOVÉHO SE SBÍRKÁCH? Přírůstky z let 2004–2008, Galerie moderního umění v Hradci Králové, Hradec Králové, 27/11/09–14/2/10
2010 INDUSTRIÁLNÍ STOPY V PLZNI / 5. mezinárodní bienále industriální stopy, 2009 Avalon Business Center, Plzeň, 1/10/09–10/1/10
2009 ECHO SYMPOSIA, Galerie Albertovec, Štěpánkovice okr. Opava, 7/6/09–12/7/09
2009 DOXNANO, DOX – Centrum současného umění, Praha, 5/6/09– 31/8/09
2009 METRONANO, Metro linka A – Dejvická – DEPO Hostivař, Praha, 2/6/09–15/6/09
2008–9 Autoportrét v českém umění 20. a 21. století – výběr, Galerie moderního umění, Hradec Králové, 4/12/08–8/3/09
2008 3. ročník symposia krajina ústeckého kraje, Galerie XXL, Louny, 1/12/08–20/12/08
2008 Autoportrét v českém umění 20. a 21. století, Alšova jihočeská galerie v Hluboké nad Vltavou, 29/6/08–2/11/2008
2007 Pardubická industria CHE-MI-E, Mezinárodní výtvarný festival, Pardubice, 25/9/07–30/10/07
2007 52. LA BIENALE DI VENEZIA, Benátky, Itálie, Pavilon České a Slovenské republiky v areálu Giardini di Biennale, 10/6/07–21/11/07
2006 BILANCE škola Aleše Veselého,1990–2006, AVU Praha, Dům umění, Opava, 28/11/06–30/12/06
2006 BLACK 06, Galerie Mázhaus, Pardubice, 14/9/06–30/10/06
2005 BEAUTY FREE SHOP, Jungmannova 29, Praha, 1/12/05–31/12/05
2005 PRO ŠTĚSTÍ, Moravská galerie, Brno, 21/1/05–27/2/05
2004 ŠKOLA MONUMENTÁLNÍ TVORBY ALEŠE VESELÉHO, Wortnerův dům AJG, České Budějovice, 23/4/04–30/5/04
2004 IMAGE TO PRINT, Muzeum ksiazat czatoryskich Krakov, Sala Arzenalu, Polsko, 1/3/04–31/5/04
2004 IMAGE TO PRINT, Slovenská národná galéria v Bratislavě, Slovensko,17/12/03–29/2/04
2003 IMAGE TO PRINT, Uměleckoprůmyslové museum v Praze, 6/11/03–7/12/03
2002 Galeria 2, Posavski Muzej, Brežice, Slovinsko
2001 Ready to... CHECK-IN / CHECK-OUT, NoD, Praha, 5/10/01–24/10/01
2001 LÖWITŮV MLÝN, Palmovka, Praha, 20/9/01–9/10/01
2001 MACHŮV ŠACHOVÝ KROUŽEK ANEB KNÍŽÁK VYSTAVUJE TAKY, Dejvická galerie Vincence Kramáře, Praha, 5/7/01–27/7/01
1999 NEPLÁNOVANÉ SPOJENÍ, Mánes, Praha, 19/2/99–12/3/99
1999 O LÁSCE, Richterova vila, Prague, 3/6/99–27/6/99
1998 SCULPTURE SPACE INC., Utica, NY, USA, 25/4/98–30/4/98
1997 WRO 97 Media Art Biennale, Galeria BWA – Awangarda, Wroclaw, Polsko, 30/4/97–4/05/97
1997 YOUNG CZECH ART, Power station of Tatranská galerie, Poprad, Slovensko, 13/06/97–30/8/97
1996 ZVON 96 (selection), Synagogue, Centrum pro současné umění, Trnava, Slovensko, 8/4/97–9/5/97
1996 BIENÁLE MLADÝCH II., ZVON 96, Dům U kamenného zvonu, Praha, 17/12/96–15/3/97
1996 INTERIOR vs EXTERIOR: ON THE BORDER OF(POSSIBLE) WORLDS, Cosmos Factory, Bratislava, Slovensko, 28/9/96–15/10/96
1996 SVÁROV KONFRONTACE 96, Svárov, 10/5/96–12/5/96
1995 MAIKÄFER FLIEG, Höchbunker, Köln – Ehrenfeld, Německo, 22 umělců z Německa, České republiky a Velké Británie, 8/11/95–26/11/95
1994 DIPLOMANTI – AVU, Novoměstská radnice, Praha, 24/6/1994–31/7/94
1994 ŽENSKÉ DOMOVY, Štencův dům, Praha, 11 women artists from Czech Republic, Great Britain, Holland, Belgium, Sweden, 3/3/94–24/3/94
1994 OBECNÍ DŮM, Galerie Obecní dům, Praha, společně s T. Hlavina, M. Janíček, E. Řádová, Š. Šimlová, F. Turek, I. Vosecký, T. Weis, 11/2/94–3/3/94
1993 AVU – Dům U Hybernů, Praha
1993 G-SELECTION, Dom Umenia, Bratislava, Slovensko
1993 BUDAPEST GALERIA, Budapešť, Maďarsko
1992 GERMINATIONS 7, European Biennale of Young Artists, Grenoble, Francie, National Centrum for Contemporary Art – MAGASIN, 20/12/92–24/1/93
1992 ŽENSKÉ DOMOVY, PKC, Praha, společně s V. Bromová, M. Othová, E. Řádová, Š. Šimlová, K. Vincourová, T. Weis, 25/6/92–17/7/92
1992 KONTAKTE–KONTAKTY 92, Gallery of Eastgermany Museum, Regensburg, Německo, společně s F. Turekem, V. Míčou
1991 SCHOLARS KARLSRUHE – Staatliche Akademie der Bildenden Künste, Karlsruhe, Německo
1991 SETKÁNÍ, Černinský palác, Praha, společně s P. Svárovský, P. Zubek, V. Míča
1991 ERBE UND ZUKUNFT, Sculpture Symposium, Ellwangen, Německo, Ateliér Aleše Veselého společně s ateliérem O. H. Hajek, 26/7/91–11/8/91
1990 ART HAMBURG, Hamburg, Německo, 6/12/90–11/12/90
1990 BLATINY KULTURNÍ CENTRUM, Praha, ateliér Aleše Veselého – společně s P. Humhal, I. Ivanov, P. Zubek
1989 AVU, VŠUP, Výstaviště J. Fučík, Praha

## Rezidenční pobyty
2013 8. ročník sympozium Smalt Art Vítkovice 2013, Smaltovna Vítkovice Power Engineering, Dolní oblast Vítkovice, Ruská, Ostrava, 25/4/13–1/5/13
2011 Souznění Consonance 2011, mezinárodní sympozium, Galerie Klatovy / Klenová, Galerie Sýpka, Janovice nad Úhlavou, 27/6/11 – 8/7/11
2010 dílna 10 / XVII MIKULOV, Art symposium, Mikulov, 17/7/10–14/8/10
2009 Dílna Albertovec, Hřebčín Albertovec s.r.o., Albertovec 297, Štěpánkovice, 11/5/09 –17/5/09
2008 Krajina ústeckého kraje, symposium, Smolnice u Loun, 6/9/08 –14/9/08

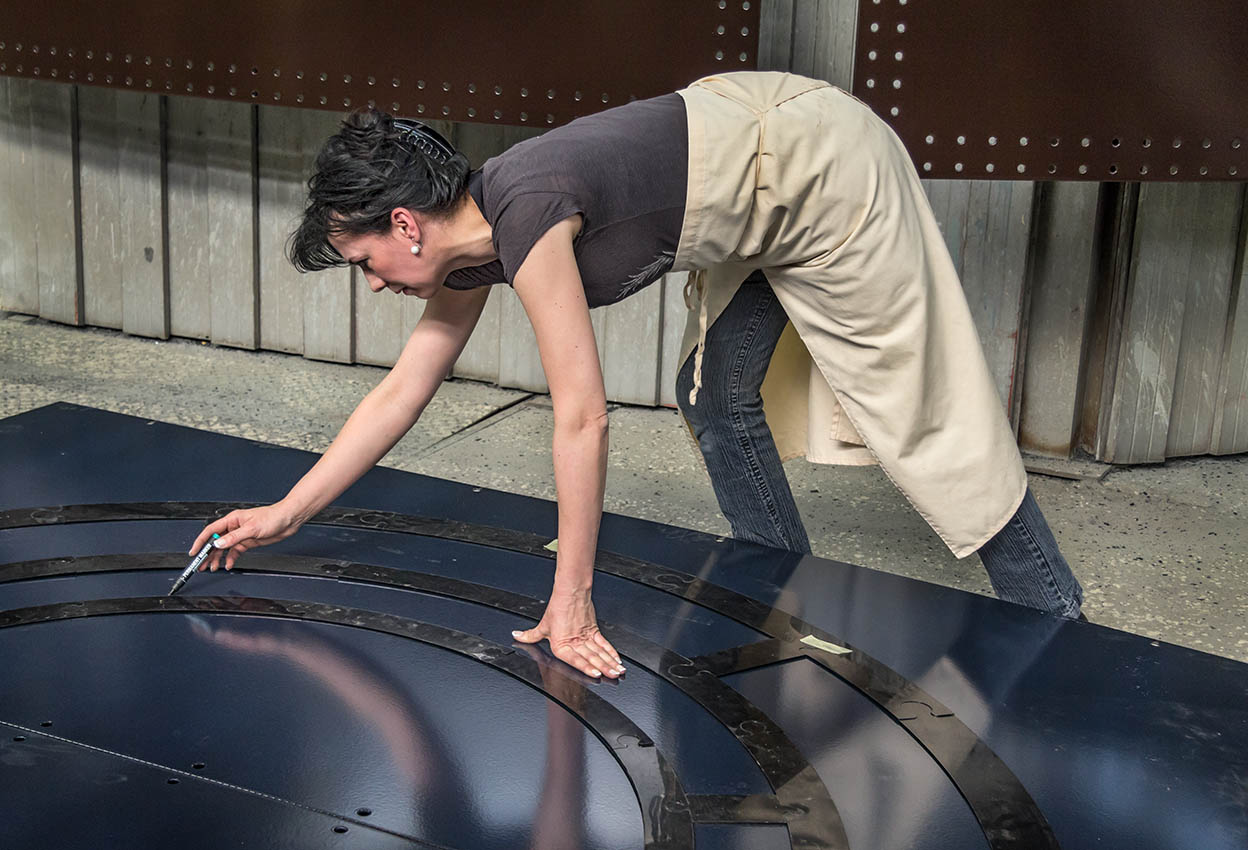
Smalt Art Vítkovice 2013

2007 Jantarová cesta VI, symposium, Hradec nad Moravicí, 20/9/07–27/9/07
2006 Socrates/ Erasmus, Koninklijke Academie voor Schone Kunsten van Antwerpen, Antwerpen, Belgie
2005 Socrates/ Erasmus, Kunglia Konsthogskolan, Stockholm, Švédsko
2003 Socrates/ Erasmus, Kuvataide Akatemia Helsinky, Helsinky, Finsko
2002 Socrates/ Erasmus, Nuova Accademia di Belle Arti Milano, Milano, Itálie
2001 Cité Internationale des Arts, Paris, Francie
1998 Sculpture Space INC., Utica, NY, USA
1997 ArtsLink Conference, 3/10/97–5/10/97, Budapest, Maďarsko
1997 WRO 97 Media Art Biennale, Wroclaw, Polsko
1997 Küpferdrück – Peter Kneubühler hlubotisková dílna, Zurich, Švýcarsko

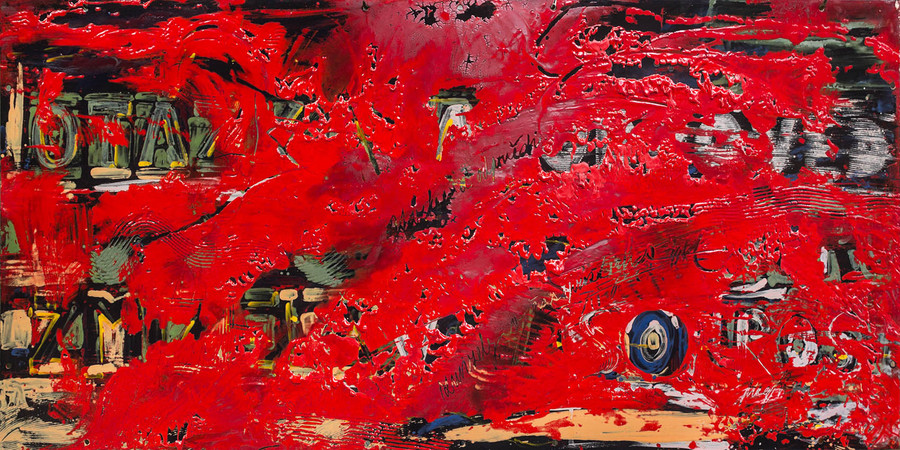
Otázka a odpověď zmizela v časoprostoru, velkoformátový smalt 125x250cm; vznik 2013, Ostrava Vítkovice Od roku 2013 v majetku soukromé sbírky, Praha.

1995 ArtsLink Residencies – Museum of Art Long Beach (LBMA Video Annex), CA, USA
1993 Progetto Civitella d Agliano 93, Theme: The Future of Memory, Itálie with T. Hlavina and V. Skrepl
1993 4. Biennale European Academies of Visual Arts, Maastricht, Holandsko
1993 Dílna – Luciano Fabro
1992 Germinations 7, European Biennale of Young Artists, Grenoble, Francie
1992 Dílna École supérieure d'Art et de Design de Grenoble (ESAD), Grenoble, Francie
1991 Erbe und Zukunft 91
1991 Dílna, Ellwangen, Německo
1990 Staatliche Akademie der Bildenden Künste – sochařský ateliér O. H. Hajek, Karlsruhe, Německo

## Ceny
1994–93 ateliérová cena, AVU, Praha
1992 Germinations 7, Evropské bienále mladých umělců, Grenoble, Francie
1990–89 ateliérová cena, AVU, Praha

## Reprezentace
2007 – reprezentace České republiky na 52. bienále současného umění, Benátky, Itálie, Pavilon České a Slovenské republiky v areálu Giardini di Biennale, 10/6/07–21/11/07

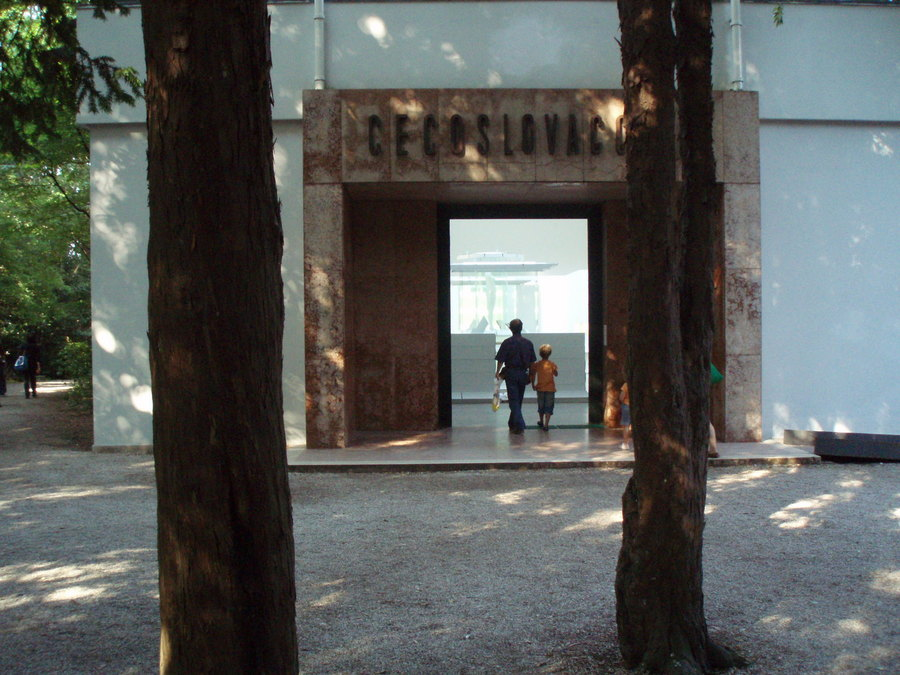
Československý pavilon, 52. Bienále v Benátkách, Itálie, 2007

1992 reprezentace České republiky na Germinations 7, Evropské bienále mladých umělců Grenoble, Francie

## Granty a stipendia
2013 Nadace Machinery Found, Česká republika
2011–13 ISWA, mezioborový mezinárodní projekt propojující umění, vědu a technologie, Uskupení Tesla, o.s. Česká republika
2012 Ministerstvo kultury České republiky
2009 Nadace Machinery Found, Česká republika
2008 Nadace Machinery Found, Česká republika
2007 Ministerstvo kultury České republiky
Ministerstvo kultúry Slovenské republiky
Velvyslanectví České republiky v Římě, Itálie
Velvyslanectví Slovenské republiky v Římě, Itálie
České centrum v Římě, Itálie
Slovenský institut v Římě, Itálie

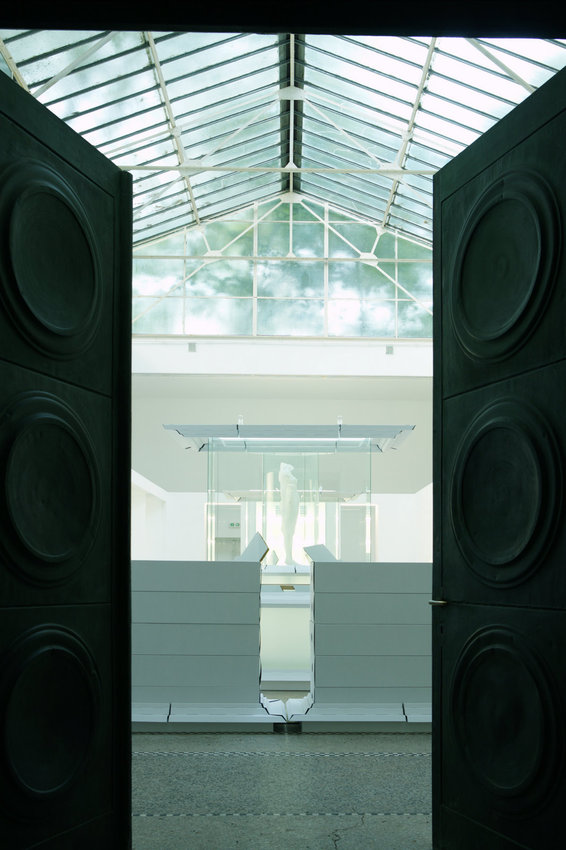
Kolekce Série, Československý pavilon, Bienále v Benátkách, vznik: 2007

Jana & Milan Jelinek Stiftung, Švýcarsko
2006 Jana & Milan Jelinek Stiftung, Švýcarsko
2001 Stipendium Verein Schweizerisch-Tschechischer Kunstfonds, Zurich, Švýcarsko
1998 The Trust for Mutual Understanding Foundation, N.Y., USA
Sorosovo centrum pro současné umění, Praha
1997
Sorosovo centrum pro současné umění, Praha
Ministerstvo kultury Polské republiky, Wroclaw, Polsko
Stipendium Verein Schweizerisch-Tschechischer Kunstfonds, Švýcarsko
1995 ArtsLink Residencies N.Y., USA
Sorosovo centrum pro současné umění, Praha
Ministerstvo kultury České republiky
Sorosovo centrum pro současné umění, Praha
Stipendium Verein Schweizerisch-Tschechischer Kunstfonds, Švýcarsko

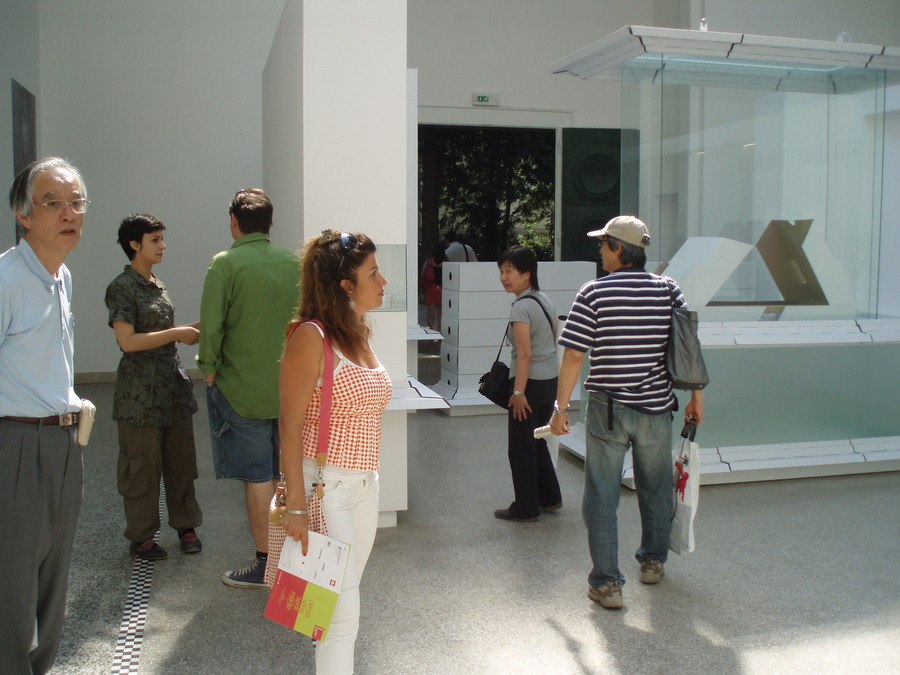
Kolekce Série, Československý pavilon, Bienále v Benátkách, 2007

1993 Stipendium Verein Schweizerisch-Tschechischer Kunstfonds, Švýcarsko
The Commission of the European Community, Maastricht, Holandsko
Jana & Milan Stiftung, Švýcarsko
1992 Stipendium Evropského bienále pro mladé umělce, Brussel, Belgie
Stipendium Der Adalbert Stifter Verein und Künstlergilde/Landesverband´Bayern, Německo
1991 The Daimler-Benz Foundation, Německo

## Přednášky a veřejné prezentace
2016
- přednáška pro Spolek rodáků a přátel Benátek nad Jizerou – Expozice Jiří Kroha a výstavní síň, Záložna, Benátky nad Jizerou, 16/3/16
- komentované prohlídky Expozice Jiří Kroha, bývalý Okresní dům a muzeum, Husovo náměstí 41, Benátky nad Jizerou, 9–10/1/16, 6–7/2/16, 5–6/3/16, 9–10/4/16, 1/5/16, 4–5/6/16, 2–3/7/16, 13–14/8/16, 28/8/16, 1–2/10/16
- komentované prohlídky výstavy Kolem nás v nás, Výstavní síň, Husovo náměstí 41, Benátky nad Jizerou, 9–10/1/16, 6–7/2/16, 5–6/3/16, 9–10/4/16, 1/5/16, 4–5/6/16, 2–3/7/16, 13–14/8/16, 28/8/16

2015
- komentované prohlídky výstavy Kolem nás v nás, Výstavní síň, Husovo náměstí 41, Benátky nad Jizerou, 3–4/10/15, 31/10–1/11/15, 14/11–15/11/15, 12–13/12/15
- komentované prohlídky Expozice Jiří Kroha, bývalý Okresní dům a muzeum, Husovo náměstí 41, Benátky nad Jizerou, 10–11/1/15, 14–15/2/15, 7–8/3/15, 11–12/ 4/15, 9–10/5/15, 6–7/6/15, 18–19/7/15, 25–26/7/15, 29–30/8/15, 5–6/9/15, 31/10–1/11/15, 3–4/10/15, 31/10–1/11/15, 14/11–15/11/15, 12–13/12/15
- komentované prohlídky výstavy 850 stupňů Celsia, Výstavní síň, Husovo náměstí 41, Benátky nad Jizerou, 10–11/1/15, 14–15/2/15, 7–8/3/15, 11–12/4/15, 9–10/5/15, 6–7/6/15, 18–19/7/15, 25–26/7/15, 29–30/8/15

2014
- komentované prohlídky Expozice Jiří Kroha, bývalý Okresní dům a muzeum, Husovo náměstí 41, Benátky nad Jizerou, 18–19/10/14, 21/11/14
- komentované prohlídky výstavy 850 stupňů Celsia, Výstavní síň, Husovo náměstí 41, Benátky nad Jizerou, 18–19/10/14, 21/11/14

2012
- komentované prohlídky výstavy Benátské plátno, Interaktivní galerie Becherova vila, , Karlovy Vary 11/10/12, 12/10/12
- přednáška - přátelské setkání s Irenou Jůzovou Benátské plátno, Interaktivní galerie Becherova vila, , Karlovy Vary 11/10/12
- komentovaná prohlídka výstavy Ozvěny Souznění, Purkrabství hradu Klenová, GKK, Janovice nad Úhlavou, 22/9/12
- přednáška – v rámci výstavy Ozvěny Souznění, Galerii U Bílého jednorožce v Klatovech, Klatovy, 21/9/12
- komentovaná prohlídka výstavy oboru Multimediální design, Intermédia Multimédia Nová média Užitá fotografie, Avalon Business Center, Plzeň 29/2/12

2011
- komentovaná prohlídka výstavy nanoPOLIS, Nová scéna ND, Praha, 2/11/11
- komentované prohlídky výstavy 16599, Galerie Klatovy/Klenová, zámek Klenová, Janovice nad Úhlavou, 2/6/11, 10/6/11, 14/6/11
- zahájení výstavy Souznění Consonance 2011, Galerie Klatovy/Klenová, Galerie Sýpka, Janovice nad Úhlavou, 8/7/11
- komentované prohlídky výstavy 16599, Galerie Klatovy/Klenová, zámek Klenová, Janovice nad Úhlavou, 2/6/11, 10/6/11, 14/6/11
- přednáška Ireny Jůzové o její práci, Galerie Klatovy / Klenová, Dům U Bílého jednorožce, Klatovy, 1/6/2011
- přednášky Služba škole MB, Mladoboleslavská univerzita třetího věku a volného času seniorů, Mladá Boleslav, 11/5/11, 18/5/11
- přednáška Ireny Jůzové o její práci, spojená s komentovanou prohlídkou výstavy, Galerie moderního umění v Hradci Králové, Hradec Králové, 10/2/2011

2010
- komentovaná prohlídka výstavy Galerie moderního umění v Hradci Králové, 30/11/2010
- přednáška o monumentální tvorbě, Akademie výtvarných umění v Praze, Praha, 2/9/10
- Mikulovská Peča Kuča, prezentace účastníků 17. roč. MVS / ART shop Horní konírna, Mikulov, 11/8/10
- přednáška – z cyklu Malý Peča a velký Kuča uvádějí (pardubická varianta Pecha Kucha Night), Fakulta chemicko-technologická Univerzity Pardubice, Pardubice, 28/5/10
- komentovaná prohlídka výstavy 90 & 60 let pardubické chemie, Fakulta chemicko-technologická Univerzity Pardubice, Pardubice, 28/5/10
- přednáška, Městský palác Templ, Mladá Boleslav, 2/2/10

2009
- přednáška – z cyklu Ženy ve výtvarném umění (Spolek přátel Domu umění), přednáškový sál Kavárny Trojka, Dům pánů z Kunštátu, Brno, 24/11/09
- komentovaná prohlídka výstavy Kůže, Galerie V Kapli, Bruntál, 27/8/09
- komentovaná prohlídka výstavy DOXNANO, Centrum současného umění DOX, Praha, 18/6/09

2008
- komentovaná prohlídka výstavy S.Y.T. – kresby, prezentace, videoprojekce a prohlídka dokumentací díla autorky, Galerie Mázhaus a Východočeská galerie v Pardubicích – Dům U Jonáše, Pardubice, 17/6/08
- komentovaná prohlídka výstavy Ozvěny benátského bienále, Veletržní palác, Národní galerie v Praze, 2/2/08 a 19/1/08

2006 Socrates/ Erasmus, Koninklijke Academie voor Schone Kunsten van Antwerpen, Antwerpen, Belgie
2005 Socrates/ Erasmus, Kunglia Konsthogskolan, Stockholm, Švédsko
2003 Socrates/ Erasmus, Kuvataide Akatemia Helsinky, Helsinky, Finsko
2002 Socrates/ Erasmus, Nuova Accademia di Belle Arti Milano, Miláno, Itálie
1997 ArtsLink Conference, 3–5/10/97, Budapešť, Maďarsko
1995 ArtsLink Residencies – Museum of Art Long Beach (LBMA Video Annex), CA,USA
1994–93 Bienále evropských akademií výtvarných umění, Dílna – Luciano Fabro

## Kurátorská činnost a zahájení výstav
2016 předání cen Předveď se, ukaž svou vlastní cestu, designérská soutěž KRONOSPAN CR, zámek Valeč, 17/1/16

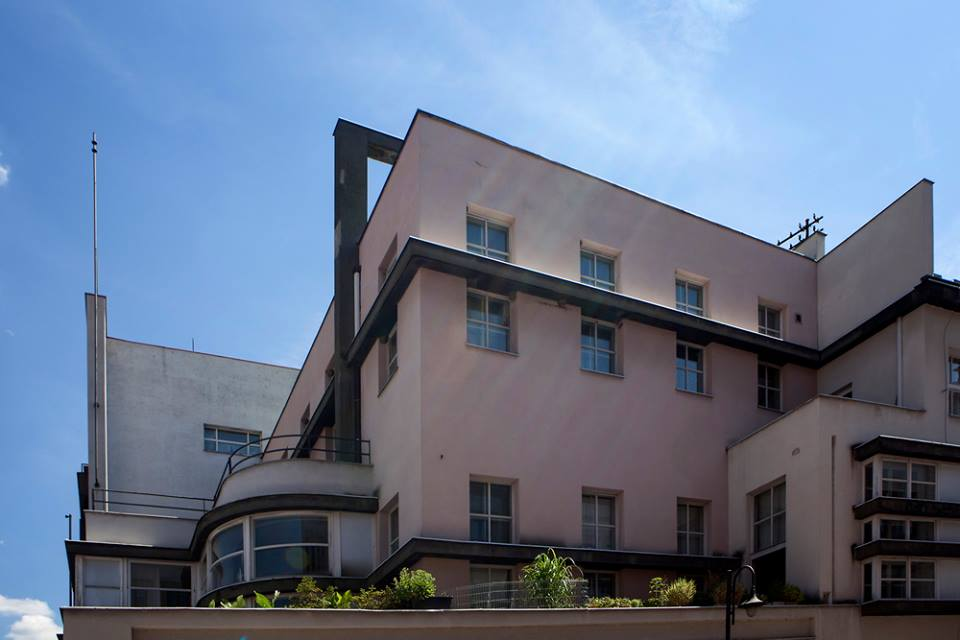
Permanentní Expozice Jiří Kroha a Výstavní síň pro jednoroční výstavy současného umění, Benátky nad Jizerou.
Iniciátorka a kurátorka Irena Jůzová, 2014.

2015 zahájení výstavy a zpřístupnění videoprojekce Historie Husova náměstí v Benátkách nad Jizerou, 26/9/15
2014 otevření Expozice Jiří Kroha a Výstavní síň, permanentní výstava, Husovo náměstí 41, 293 74 Benátky nad Jizerou, ve spolupráci s Městem Benátky nad Jizerou, 27/9/14
2012 zahájení výstavy Ozvěny Souznění, Purkrabství hradu Klenová, Galerie Klatovy Klenová, Galerie Klatovy/Klenová, Janovice nad Úhlavou, 8/7/12
- výstava - Ozvěny Souznění: výstava vítězů z mezinárodního studentského sympozia Souznění / Consonance 2011, Purkrabství hradu Klenová, Galerie Klatovy Klenová, Janovice nad Úhlavou, 9/9/12 -30/9/12

- zahájení výstavy Intermédia Multimédia Nová média Užitá fotografie, Avalon Business Center, Plzeň, výstavní prostor D341, 22/2/12
- výstava - Intermédia Multimédia Nová média Užitá fotografie: výstava oboru Multimédia UUD ZČU, Avalon Business Center, Plzeň, 22/2/12 -14/3/12

2011
- zahájení výstavy Souznění Consonance 2011, Galerie Klatovy/Klenová, Galerie Sýpka, Janovice nad Úhlavou, 8/7/11
- komentované prohlídky výstavy 16599, Galerie Klatovy/Klenová, zámek Klenová Janovice nad Úhlavou, 2/6/11, 10/6/11, 14/6/11

## Dílna pro veřejnost
2012 workshop, Interaktivní galerie Becherova vila, Karlovy Vary, 12/10/12
2010 výtvarná dílna pro studenty, GMU Galerie moderního umění v Hradci Králové,Hradec Králové, 21/12/10
- workshop pro studenty, Městský palác Templ, Mladá Boleslav,

2/2/10
2008 workshop Obal na odpověď, Veletržní palác, Národní galerie v Praze, Praha, 26/1/08

## Kurzy pro veřejnost
2013–2016 Odborný seminář – Kresba a jiné techniky, Služba škole MB, Mladá Boleslav
2012 zakladatelka ARTDOUBÍ – Ozdravný relax: art kúra a procedura
týden se čtyřmi lektory a různými disciplínami umění v prostředí Českého Švýcarska

## Charita
2015 XII. benefiční večer pro SKP-CENTRUM o.p.s., Zámek Pardubice, Pardubice, 6/12/15
2015 Adopce na dálku, Nadace Mezinárodní potřeby, Vinohradská 909, 560 02 Česká Třebová
2014 Art for Amnesty, Era svět, Jungmannovo náměstí 767, Praha 1, 4/12/14–4/1/15
2014 12. aukce pro Konto Bariéry, Nadace Charty 77, Melatrichova 5, Praha, 28/11/14–12/12/14
2014 Benefiční dražba Podepsáno srdcem 2014, aukce na podporu nemocných Alzheimerovou chorobou, Praha, 7/12/14
2013 Benefiční dražba Podepsáno srdcem 2013, 19. ročník, aukce na podporu nemocných Alzheimerovou chorobou, Vinohradské divadlo, Praha, 8/12/13
2012 Podepsáno srdcem 2012 - aukce na podporu nemocných Alzheimerovou chorobou, Praha
2005 Adra pro Sumatru, pod záštitou Jeho Excelence Santosa Rahardja, velvyslance Indonéské republiky, Praha

## Zastoupení ve sbírkách

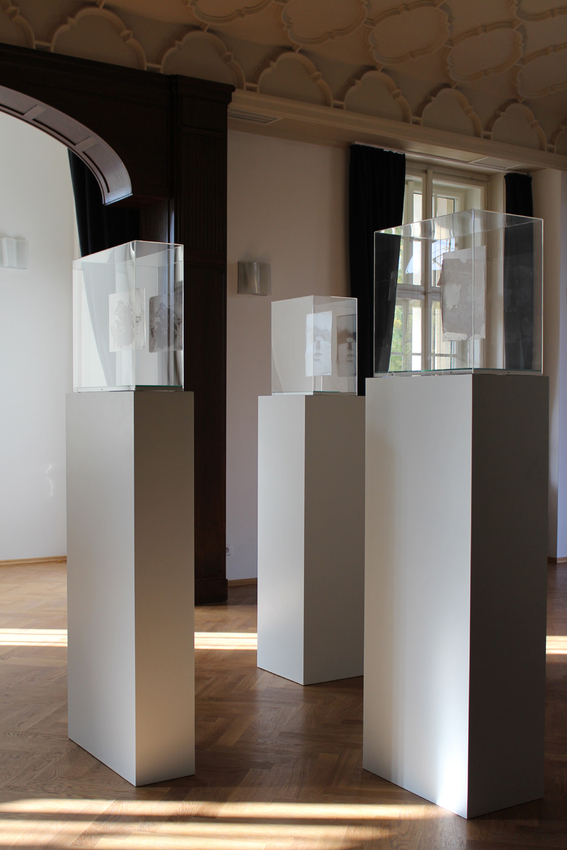
Nanovlákna, vznik 2011, Liberec. Instalace v interaktivní galerii Becherova Vila, Karlovy Vary, 2011.

2011, 2012 Sbírka Galerie Klatovy Klenová
2006, 2011 Sbírka Galerie moderního umění v Hradci Králové
2010 Sbírka současného umění města Mikulova
2010 Sbírka současného umění města Hradec nad Moravicí
2010 Sbírka Alšovy jihočeské galerie Hluboká nad Vltavou
2008, 2009 Sbírka současného Galerie XXL, Louny
2009 Sbírka současného umění Albertovec

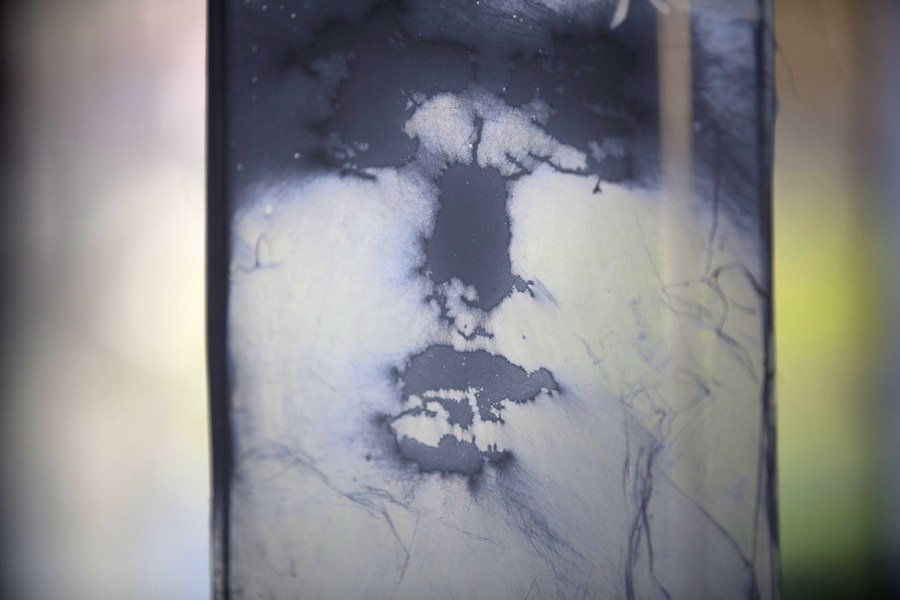
Mamma mia, ten kluk je mi vším, nanovlákno, vznik 2011, Liberec

2008 Sbírka musea Shoes or no shoes?, Belgie
2006, 2008 Sbírka moderního a současného umění, Národní galerie v Praze
2004 Sbírka současného umění Galerie Caesar, Olomouc
2003 Sbírka Uměleckoprůmyslového musea v Praze
1993 Jana & Milan Jelinek Stiftung, Switzerland

## Pedagogická činnost
Od roku 2014 vedla Intermediální ateliér na soukromé škole ART & DESIGN INSTITUT, kde působila v letech 2014–2017 i jako rektorka. V letech 2010–2012 působila jako vedoucí oboru Multimediální design na UUD ZČU v Plzni a vedoucí pedagog ateliéru Multimediální design, specializace Multimédia. V letech 2009–2010 byla členem vedení UUD ZČU v Plzni a působila jako zástupce ředitele pro uměleckou, výzkumnou a vývojovou činnost. V letech 2009–2010 přednášela Design světla na Fakultě multimediálních komunikací Univerzity Tomáše Bati ve Zlíně a v letech 2006–2007 zde působila jako odborný konzultant Ateliéru prostorové tvorby Fakulty multimediálních komunikací. V roce 2009 byla navržena jako kandidátka na děkana Fakulty multimediálních komunikací ve Zlíně a v letech 2009–2011 byla několikrát předsedou komise státních závěrečných zkoušek v oboru Multimediální design a členem grantového výboru ZČU v Plzni. Ve školním roce 2005–2006 působila jako odborná asistentka na Akademii výtvarných umění v Praze ve škole prof. Zdeňka Berana a mezi lety 1995–2005 jako odborná asistentka ve Škole prof. Aleše Veselého.

### Vedoucí činnost
2014–?
- vedení ateliéru Intermédia, ART & DESIGN INSTITUT, Praha

2014–2017
- rektorka ART & DESIGN INSTITUT, Praha

2010–2012
- vedoucí oboru Multimediální design, UUD ZČU v Plzni

2010–2012
- vedení ateliéru Multimediální design, specializace Multimédia, UUD ZČU v Plzni

2009–2010
- zástupce ředitele pro uměleckou, výzkumnou a vývojovou činnost Ústavu umění a designu při ZČU v Plzni

### Vedení a odborné posudky
2016 oponentské posudky magisterských prací specializace Multimédia, FDU ZČU v Plzni
2012 vedoucí bakalářské práce specializace Multimédia, UUD ZČU v Plzni / Ilona Malá, Yana Pilipchyk, Martina Kutálková /
2011 vedoucí bakalářské práce specializace Multimédia, UUD ZČU v Plzni / Petra Vošická, Zuzana Bitalová

### Členství
od 2016 členem Komise pro kulturu a památky města Benátky nad Jizerou
od 2014 členem Business & Professional Women
od 2014 členem hodnotících klauzurních a výběrových talentových komisí ART & DESIGN INSTITUT v Praze, 28/3/14, 19/9/14, 2/2–4/2/15, 9/2/15, 27/3/15, 16–17/6/15, 23/6/15, 16/9/15, 1–4/2/16, 8/2/16, 1/4/16
2009–2012 členem hodnotících státních, bakalářských a klauzurních komisí Ústavu umění a designu ZČU v Plzni
2009–2010 členem vedení Ústavu umění a designu ZČU v Plzni
2009–2010 předseda komise státních závěrečných zkoušek - obor Multimediální design
2009–2010 člen Grantového výboru ZČU v Plzni

### Výuka a přednášky
2010 Galerijní praxe, UUD ZČU v Plzni
2009–2010 Design světla, Fakulta multimediálních komunikací, Univerzita Tomáše Bati ve Zlíně

### Workshopy a kurzy
2015 studijní zájezd a plenér, ART&DESIGN INSTITUT
2010–2012 Doubická soustředění, ateliér Multimediální design, specializace Multimédia specializace Multimédia, UUD ZČU v Plzni
2010 kurz Světlo–nositel informace, mezinárodní letní škola ArtCamp, UUD ZČU v Plzni